# Potecu
Potecu – wieś w Rumunii, w okręgu Buzău, w gminie Lopătari. W 2011 roku liczyła 74 mieszkańców.